# Meldal
Meldal was een gemeente in de Noorse provincie Trøndelag. De plaatsen Løkken Verk, Bjørnli en Storås maakten onderdeel uit van de gemeente. De gemeente telde 3960 inwoners in januari 2017. Meldal fuseerde in 2020 met Orkdal, Agdenes en een deel van Snillfjord tot de gemeente Orkland.